# Teatrul (revistă)

Coperta primului număr

Teatrul a fost o revistă apărută în România în perioada 1956 – 1989, ca organ al Ministerului Culturii și Uniunii Scriitorilor din R.P.R. Redacția și administrația erau în București, pe Calea Victoriei nr. 174.
La lansarea revistei, după o elaborare minuțioasă de aproape trei ani, Colegiul de redacție era constituit din Camil Petrescu (președinte și inițiator al revistei), Simion Alterescu, Aurel Baranga, Margareta Bărbuță, Radu Beligan, Mihail Davidoglu, Lucia Demetrius, Dan Nasta, Irina Răchițeanu, Florin Tornea și George Vraca. Redactor-șef era Horia Deleanu.

## Obiective
În „Cuvânt de început” la primul număr, din aprilie 1956, redacția amintește de „Gazeta Teatrului Național”, apărută cu mai bine de un secol în urmă, în 1835, una din primele strădanii spre întemeierea unei publicații teatrale permanente, care și-a suspendat apariția după câteva numere, prevestind prin dispariția ei și destrămarea societății Filarmonica, inițiatoarea și organizatoarea primei școli de artă teatrală și dramatică în țara românească.
Apoi, după ce făcea referire, obligatorie în epocă, la Documentele Congresului al II-lea al PMR, care au subliniat sarcinile luptei împotriva tendinței de a simplifica realitatea, împotriva schematismului și a nivelării în materie de creație, a încadrării ei mecanice în tipare scolastice, „Cuvântul de început” prezenta obiectivele revistei:
Tradițiile teatrului nostru trebuie, în primul rând, înțelese, valorificate. În acest scop, „Teatrul” își ia sarcina să publice statornic memorii, scrisori, documente arhivistice, studii și articole cu caracter istoric, toate destinate să aducă o contribuție modestă la însușirea moștenirii noastre teatrale, ca și la cunoașterea și adâncirea celei universale, până azi prea puțin puse la îndemâna marelui public.
„Teatrul” va manifesta tot interesul și față de fenomenul teatral de peste hotare. Realizările scenei sovietice, succesele teatrelor din țările de democrație populară, manifestările artistice progresiste de pe întregul glob vor găsi în aceste pagini o oglindire cât mai cuprinzătoare.

## Sfârșitul
Ultimul număr a fost cel din octombrie 1989, cu Nr. 10 (anul XXXIV). În cei 33 de ani de existență revista a însumat o impresionantă colecție de cronici, interviuri, eseuri, biografii și studii de specialitate. 